# Harold Keeling
Harold A. Keeling (New Orleans, 18 settembre 1963) è un ex cestista statunitense naturalizzato venezuelano, professionista nella NBA.

## Carriera
È stato selezionato dai Dallas Mavericks al terzo giro del Draft NBA 1985 (63ª scelta assoluta).
Con il Venezuela ha disputato due edizioni dei Campionati americani (1999, 2001).